# Agathia viridana
Agathia viridana là một loài bướm đêm trong họ Geometridae.